# Giuseppe Pietro Antonio Palma
Giuseppe Palma, al secolo Pietro Antonio, (Vieste, 24 giugno 1774 – Frigento, 12 ottobre 1843) è stato un vescovo cattolico e religioso italiano.

## Biografia

### Formazione e ministero sacerdotale
Nato a Vieste in una famiglia patrizia locale, a soli 15 anni si avviò al noviziato nell'Ordine dei carmelitani nel convento del Carmine di Marsala, in Sicilia. Prese i voti nel 1791, presso l'allora convento generalizio di Trapani, dove studiò e si appassionò alla filosofia. Dopo una brillante carriera come teologo tra Marsala e Palermo, si stabilì nel convento del Carmine Maggiore, di cui fu priore.
Con bolla pontificia del 30 luglio 1830, papa Pio VIII lo nominò priore provinciale. Ottenne il dottorato in teologia presso l'Università di Catania e fu eletto priore generale dell'ordine nel 1841. Si adoperò fin da subito per l'apertura del convento carmelitano a Firenze, e rese indipendente il piccolo convento carmelitano di San Giovanni a Teduccio, dapprima come grancia dell'imponente convento della basilica santuario di Santa Maria del Carmine Maggiore di Napoli.
Fu socio dell'Accademia nazionale di scienze, lettere e arti di Palermo.

### Ministero episcopale
Ferdinando II lo scelse come futuro vescovo di Avellino il 13 marzo 1843. Ottenne la conferma papale il 3 aprile successivo da papa Gregorio XVI. Fu consacrato il 23 aprile dal cardinale Pietro Ostini, assistito dal vescovo Marie Dominique Auguste Sibour e dal vescovo Luigi Guglielmi, nella chiesa di Santa Maria in Transpontina. Prese possesso della diocesi l'11 giugno.
Morì poco dopo il 12 ottobre a Frigento durante la sua visita pastorale. Le esequie furono celebrate nella chiesa di Santa Maria Assunta di Frigento da Ferdinando Girardi, vescovo di Sant'Angelo dei Lombardi. Due giorni dopo, la salma giunse ad Avellino, dove fu sepolta con nuovo rito nella cattedrale, ufficiato dal vescovo di Nusco, Francesco Paolo Mastropasqua.

## Genealogia episcopale
La genealogia episcopale è:
- Cardinale Scipione Rebiba
- Cardinale Giulio Antonio Santori
- Cardinale Girolamo Bernerio, O.P.
- Arcivescovo Galeazzo Sanvitale
- Cardinale Ludovico Ludovisi
- Cardinale Luigi Caetani
- Cardinale Ulderico Carpegna
- Cardinale Paluzzo Paluzzi Altieri degli Albertoni
- Papa Benedetto XIII
- Papa Benedetto XIV
- Papa Clemente XIII
- Cardinale Bernardino Giraud
- Cardinale Alessandro Mattei
- Cardinale Giacomo Giustiniani
- Cardinale Pietro Ostini
- Vescovo Giuseppe Palma, O. Carm.